# 圣若昂-达卡纳布拉瓦
圣若昂-达卡纳布拉瓦（葡萄牙語：São João da Canabrava）是巴西皮奥伊州的一个市镇。总面积470.954平方公里，总人口4261人，人口密度9人/平方公里。